# Erika Netzer
Erika Netzer (ur. 23 czerwca 1937 w St. Gallenkirch, zm. 30 listopada 1977 w St. Gallen) – austriacka narciarka alpejska, trzykrotna medalistka mistrzostw świata.
Wystartowała na igrzyskach olimpijskich w Squaw Valley w 1960 roku, gdzie zajęła ósme miejsce w zjeździe, a rywalizacji w gigancie nie ukończyła. Na rozgrywanych dwa lata później mistrzostwach świata w Chamonix wywalczyła trzy medale. Najpierw zajęła drugie miejsce w gigancie, rozdzielając swą rodaczkę Marianne Jahn i Joan Hannah z USA. Trzy dni później była trzecia w slalomie, ulegając Francuzce Marielle Goitschel i Marianne Jahn. W zjeździe zajęła dziesiąte miejsce, jednak w kombinacji wywalczyła brązowy medal. Tym razem uplasowała się za Goitschel i Jahn.

## Osiągnięcia

### Igrzyska olimpijskie
| Miejsce | Dzień     | Rok  | Miejscowość  | Konkurencja | Czas biegu | Strata | Zwyciężczyni |
| ------- | --------- | ---- | ------------ | ----------- | ---------- | ------ | ------------ |
| 8.      | 20 lutego | 1960 | Squaw Valley | Zjazd       | 1:37,6     | +3,5   | Heidi Biebl  |
| DNF     | 23 lutego | 1960 | Squaw Valley | Gigant      | 1:39,9     | -      | Yvonne Rüegg |

### Mistrzostwa świata
| Miejsce | Dzień     | Rok  | Miejscowość  | Konkurencja | Czas biegu | Strata    | Zwyciężczyni       |
| ------- | --------- | ---- | ------------ | ----------- | ---------- | --------- | ------------------ |
| 8.      | 20 lutego | 1960 | Squaw Valley | Zjazd       | 1:37,6     | +3,5      | Heidi Biebl        |
| DNF     | 23 lutego | 1960 | Squaw Valley | Gigant      | 1:39,9     | -         | Yvonne Rüegg       |
| 2.      | 11 lutego | 1962 | Chamonix     | Gigant      | 1:41,53    | +0,07     | Marianne Jahn      |
| 3.      | 14 lutego | 1962 | Chamonix     | Slalom      | 1:34,84    | +3,28     | Marianne Jahn      |
| 10.     | 17 lutego | 1962 | Chamonix     | Zjazd       | 2:09,08    | +6,31     | Christl Haas       |
| 3.      | 17 lutego | 1962 | Chamonix     | Kombinacja  | 41,13 pkt  | +7,20 pkt | Marielle Goitschel |